# Efraasia
Efraasia — рід вимерлих ящеротазових динозаврів із групи завроподоморфих (Sauropodomorpha), що жили в пізньому тріасовому періоді (близько 210 мільйонів років тому), на території нинішньої Європи. Скам'янілості Efraasia були знайдені в Німеччині. Вперше описаний палеонтологом Ф. фон Гюне у 1907—1908 роках під назвою Teratosaurus minor. Представлений одним видом — E. minor.